# Guido Di Leone
Guido Di Leone (né le 24 janvier 1964 à Bari) est un guitariste et musicien italien  de jazz.

## Publication
- (it) Metodo facile e completo di Teoria Jazz, Sinfonica Jazz chez Carisch, 2002.